# Heteropogon senilis
Heteropogon senilis är en tvåvingeart som först beskrevs av Jacques-Marie-Frangile Bigot 1878.  Heteropogon senilis ingår i släktet Heteropogon och familjen rovflugor. Inga underarter finns listade i Catalogue of Life.